# 文化石
天然文化石是开采于自然界的石材矿藏，其中的板岩、砂岩、石英石，经过加工，成为一种装饰建材。天然文化石材质坚硬、色泽鲜明、纹理丰富、风格各异，具有抗压、耐磨 、耐火、耐寒、耐腐蚀、吸水率低等特点。